# Gary Lewis
Gary Lewis, född Gary Harold Lee Levitch den 31 juli 1946 i Los Angeles, Kalifornien, är en amerikansk sångare och trummis. Han är son till underhållaren Jerry Lewis. 
Gary Lewis bildade 1964 popgruppen Gary Lewis and the Playboys, vilken fick stor framgång i USA med hits som "This Diamond Ring", "Count Me In" och "Save Your Heart for Me". Gruppen upplöstes 1967 då Lewis blev inkallad till armén. Han fick aldrig fart på karriären igen utan spelade mest sina gamla hits när han uppträdde på senare dagar.